# 2003 no desporto

## Agenda

### Automobilismo
- 9 de março - David Coulthard vence o GP da Austrália. É a 13ª e última vitória do escocês na carreira. A prova marca a estreia de Cristiano da Matta, Antonio Pizzonia, Justin Wilson e Ralph Firman.
- 22 de março - O espanhol Fernando Alonso larga na pole position no GP da Malásia. É a sua primeira pole na carreira e a primeira também da Espanha na categoria.[1]
- 23 de março - Kimi Raikkonen vence o GP da Malásia, sendo a primeira vitória do finlandês na carreira e Fernando Alonso é 3º colocado, seu primeiro pódio na carreira.[2]
- 6 de abril - Kimi Raikkonen vence o GP do Brasil.
- 11 de abril - Em Paris, França, a Federação Internacional de Automobilismo decidiu, após uma reunião de emergência, declarar o italiano Giancarlo Fisichella, da Jordan, vencedor do GP do Brasil. Na reunião, a FIA considerou que os comissários da prova foram induzidos ao erro pelo sistema de cronometragem, que apontou vitória de Raikkonen, da McLaren. Todo o problema aconteceu no intervalo entre o acidente do espanhol Fernando Alonso, no final da 55ª volta, e a ordem dos comissários de interromper a corrida - estavam previstas 71 voltas. No domingo, a federação havia considerado que a bandeira vermelha fora acionada quando Fisichella ainda estava na 55ª volta. Segundo as regras da F-1, caso a corrida seja interrompida antes de seu final, vale a classificação da penúltima volta percorrida. Assim, valeria a 53ª, quando o italiano ainda não ultrapassara Raikkonen. Porém evidências recebidas pela FIA mostraram que Fisichella já havia iniciado a 56ª volta quando a corrida foi encerrada.[3]
- 18 de abril - Giancarlo Fisichella recebeu das mãos de Kimi Raikkonen, o troféu pela vitória no GP do Brasil de F-1 (a primeira vitória de Fisico na categoria e última vitória do time irlandês). Os pilotos trocaram seus prêmios na linha de chegada da pista de Ímola, que contou ainda com os carros de ambos alinhados. O hino italiano foi executado e Giancarlo segurou uma bandeira de seu país. Completaram o pódio improvisado, os chefes da McLaren e da Jordan, Ron Dennis e Eddie Jordan respectivamente, e o inglês Bernie Ecclestone, homem que cuida dos interesses comerciais da F-1.[4]
- 4 de maio - Cristiano da Matta marca os primeiros 3 pontos com o 6º lugar no GP da Espanha e Ralph Fiman marca o primeiro (e único) ponto com o 8º lugar.
- 28 de junho - Kimi Raikkonen larga na pole do GP da Europa. É a primeira pole do piloto na categoria.
- 6 de julho - Ralf Schumacher vence o GP da França. É a sexta e última vitória do alemão na carreira.
- 21 de julho - Num comunicado oficial, a Jaguar dispensa Antonio Pizzonia por não ser capaz de mostrar seu potencial em 11 provas. Nas últimas cinco provas do campeonato, a partir do GP da Alemanha, a vaga do piloto brasileiro será ocupada pelo inglês Justin Wilson. Wilson, que estreou na Minardi nessa temporada, será substituído pelo dinamarquês Nicolas Kiesa também a partir da prova alemã.[5]
- 23 de agosto - O inglês Ralph Firman sofre acidente no treino livre do GP da Hungria e fica impossibilitado para o treino classificatório e a prova. Ele é substituído pelo húngaro Zsolt Baumgartner (terceiro piloto da equipe). É a estreia de Baumgartner na carreira, assim como da Hungria na principal categoria automobilística.[6]
- 24 de agosto - Fernando Alonso vence o GP da Hungria. É a primeira vitória do piloto e também a primeira da Espanha na categoria.
- 28 de setembro - Heinz-Harald Frentzen termina o GP dos Estados Unidos em 3º lugar. É o 18º e último pódio e também os últimos 6 pontos do piloto alemão na F-1.
- 12 de outubro - No GP do Japão, Michael Schumacher termina em 8º lugar, tornando-se hexacampeão mundial. O alemão supera o argentino Juan Manuel Fangio e passa a ser o piloto com mais títulos na Fórmula 1.

### Futebol
- 16 de março - O Cruzeiro sagra-se campeão mineiro antecipadamente ao vencer a URT por 4 a 0.
- 23 de março - O Vasco é campeão carioca vencendo o Fluminense e o Corinthians é campeão paulista vencendo o São Paulo.
- 29 de março - Estreia do Campeonato Brasileiro da Série A, o primeiro pelo sistema de pontos corridos, com todos os times enfrentando-se entre si, em turno e returno.[7]
- 25 de abril - Estreia do Campeonato Brasileiro da Série B.[8]
- 26 de abril - O Palmeiras estreia a série B com o empate de 1 a 1 contra o Brasiliense, em Taguatinga.[9]
- 11 de junho - O Cruzeiro sagra-se campeão da Copa do Brasil ao vencer o Flamengo por 3 a 1 no Mineirão. No primeiro jogo, a Raposa empatou em 1 a 1 no Maracanã.
- 21 de maio - O Porto vence pela primeira vez uma Taça UEFA ao derrotar na final o Celtic por 3-2.
- 15 de setembro - O Grêmio completa 100 anos.
- 27 de setembro - O Palmeiras vence o Vila Nova por 2 a 1 e termina a primeira fase da série B na primeira posição. O Verdão se classifica para a segunda fase.[10]
- 21 de outubro - O Palmeiras vence o Brasiliense por 2 a 1 em Taguatinga, e se classifica para o quadrangular final com uma rodada de antecedência.[11]
- 22 de novembro - O Palmeiras vence o Sport por 2 a 1 em Garanhuns, Pernambuco, e torna-se campeão brasileiro da Série B com uma rodada de antecedência e garante o retorno do clube na Série A em 2004. A vitória do Verdão ajuda o Botafogo, que venceu o Marília por 3 a 1 em Niterói e também garantiu retorno à primeira divisão do futebol brasileiro no próximo ano.[12]
- 29 de novembro - Palmeiras e Botafogo realizaram a última partida da Série B no Palestra Itália para cumprimento de tabela. O Alviverde vence o Fogão com goleada de 4 a 1 para fazer a festa com os torcedores e com Vágner Love, o artilheiro do Verdão com 19 gols no campeonato.[13]
- 30 de novembro - O Cruzeiro vence o Paysandu por 2 a 1 e torna-se bicampeão[14] brasileiro com duas rodadas de antecedência, o primeiro campeão brasileiro de pontos corridos. O Cruzeiro torna-se o primeiro clube brasileiro a conquistar a Tríplice Coroa num mesmo ano: Campeonato Mineiro, Copa do Brasil e o Campeonato Brasileiro.[15]

### Futebol americano
- 26 de janeiro - O Tampa Bay Buccaneers é campeão do Super Bowl pela primeira vez.

### Rugby
- 22 de novembro - A Inglaterra conquista o primeiro título mundial na Copa do Mundo de Rugby vencendo a Austrália por 20x17 tornando-se a primeira seleção européia a ganhar o evento.

### Jogos Pan-americanos
- 1 a 17 de agosto - Jogos Pan-americanos, em Santo Domingo, República Dominicana

## Nascimentos
| Data            | Nome                  | Profissão                  | Nacionalidade          | Observações | Ref |
| --------------- | --------------------- | -------------------------- | ---------------------- | ----------- | --- |
| 2 de janeiro    | Júlia Kudiess         | Voleibolista               | Brasil                 |             |     |
| 4 de janeiro    | Matías Segovia        | futebolista                | Paraguai               |             |     |
| 9 de janeiro    | Ricardo Pepi          | futebolista                | Estados Unidos         |             |     |
| 17 de janeiro   | Eva Lotta Kiibus      | Patinadora Artística       | Estónia                |             |     |
| 19 de janeiro   | Felix Afena-Gyan      | futebolista                | Gana                   |             |     |
| 20 de janeiro   | Jack Doohan           | automobilista              | Austrália              |             |     |
| 4 de fevereiro  | Rasmus Hojlund        | futebolista                | Dinamarca              |             |     |
| 7 de fevereiro  | Alice D'Amato         | Ginasta                    | Itália                 |             |     |
| 11 de fevereiro | Alessandro Famularo   | Automobilista              | Venezuela              |             |     |
| 13 de fevereiro | Raúl Asencio          | futebolista                | Espanha                |             |     |
| 14 de fevereiro | Mary Fowler           | futebolista                | Austrália              |             |     |
| 16 de fevereiro | Cuiabano              | futebolista                | Brasil                 |             |     |
| 26 de fevereiro | Jamal Musiala         | futebolista                | Alemanha               |             |     |
| 27 de fevereiro | Ilias Kostis          | futebolista                | Grécia                 |             |     |
| 1 de março      | Guilherme Caribé      | nadador                    | Brasil                 |             |     |
| 9 de março      | Sunisa Lee            | ginasta                    | Estados Unidos         |             |     |
| 12 de março     | Keegan Palmer         | skatista                   | Estados Unidos         |             |     |
| 13 de março     | Antonín Kinský        | futebolista                | Chéquia                |             |     |
| 14 de março     | Rachel Stoyanov       | ginasta rítmica            | Bulgária               |             |     |
| 17 de março     | Dennis Hauger         | automobilista              | Noruega                |             |     |
| 26 de março     | Miguel Silveira       | futebolista                | Brasil                 |             |     |
| 26 de março     | Ines Benyahia         | futebolista                | França                 |             |     |
| 26 de março     | Florian Langenegger   | Ginasta                    | Suíça                  |             |     |
| 27 de março     | Ekaterina Ryabova     | Patinadora Artística       | Azerbaijão             |             |     |
| 29 de março     | Wayna McCoy           | velocista                  | Bahamas                |             |     |
| 4 de abril      | Harvey Elliott        | futebolista                | Inglaterra             |             |     |
| 17 de abril     | Alex Robertson        | futebolista                | Escócia                |             |     |
| 21 de abril     | Xavi Simons           | futebolista                | Países Baixos          |             |     |
| 25 de abril     | Lara Lima             | halterofilista paralímpica | Brasil                 |             |     |
| 28 de abril     | Nathan Zsombor-Murray | saltador                   | Canadá                 |             |     |
| 29 de abril     | Holger Rune           | tenista                    | Dinamarca              |             |     |
| 2 de maio       | Marcos Leonardo       | futebolista                | Brasil                 |             |     |
| 3 de maio       | Florian Wirtz         | futebolista                | Alemanha               |             |     |
| 5 de maio       | Carlos Alcaraz        | tenista                    | Espanha                |             |     |
| 6 de maio       | Ravil Tagir           | futebolista                | Turquia                |             |     |
| 8 de maio       | Viktoriia Safonova    | Patinadora Artística       | Bielorrússia           |             |     |
| 9 de maio       | Zezinho Muggiati      | Automobilista              | Brasil                 |             |     |
| 16 de maio      | Bryan Okoh            | futebolista                | Suíça                  |             |     |
| 20 de maio      | Antonio Gomis         | futebolista                | Espanha                |             |     |
| 23 de maio      | Anna Sandberg         | futebolista                | Suécia                 |             |     |
| 27 de maio      | Franco Colapinto      | piloto                     | Itália Argentina       |             |     |
| 27 de maio      | Tarciane              | futebolista                | Brasil                 |             |     |
| 31 de maio      | Benjamin Sesko        | futebolista                | Eslováquia             |             |     |
| 1 de junho      | Matheus Lima          | Atleta                     | Brasil                 |             |     |
| 7 de junho      | Letsile Tebogo        | atleta                     | Botswana               |             |     |
| 13 de junho     | Naci Ünüvar           | futebolista                | Países Baixos          |             |     |
| 15 de junho     | Pablo Barrios         | futebolista                | Espanha                |             |     |
| 18 de junho     | Alireza Firouzja      | enxadrista                 | França                 |             |     |
| 26 de junho     | Maurits Kjaergaard    | futebolista                | Dinamarca              |             |     |
| 27 de junho     | Tomokazu Harimoto     | mesa-tenista               | Japão                  |             |     |
| 29 de junho     | Jude Bellingham       | futebolista                | Inglaterra             |             |     |
| 16 de julho     | Anthony Ammirati      | salto com vara             | França                 |             |     |
| 12 de agosto    | Duda Arakaki          | ginasta Rítmica            | Brasil                 |             |     |
| 17 de agosto    | Rayan Cherki          | futebolista                | França                 |             |     |
| 17 de agosto    | Alyssa Mendoza        | boxeadora                  | Estados Unidos         |             |     |
| 20 de agosto    | Théo Pourchaire       | automobilista              | França                 |             |     |
| 24 de agosto    | Alena Kostornaia      | Patinadora Artística       | Rússia                 |             |     |
| 27 de agosto    | Alexis Lebrun         | Mesa-tenista               | França                 |             |     |
| 27 de agosto    | Diego Abreu           | Futebolista                | México                 |             |     |
| 2 de setembro   | Alejandro Iturbe      | futebolista                | Espanha                |             |     |
| 3 de setembro   | Eileen Gu             | Esquiadora                 | Estados Unidos / China |             |     |
| 25 de setembro  | Ricky Betar           | Nadador Paralímpico        | Austrália              |             |     |
| 2 de outubro    | Zane Maloney          | piloto                     | Barbados               |             |     |
| 3 de outubro    | Vicki Becho           | futebolista                | França                 |             |     |
| 16 de outubro   | Alice Sombath         | futebolista                | França                 |             |     |
| 18 de outubro   | Alejandro Balde       | futebolista                | Espanha                |             |     |
| 30 de outubro   | António Silva         | Futebolista                | Portugal               |             |     |
| 31 de outubro   | Shinnosuke Oka        | ginasta                    | Japão                  |             |     |
| 5 de Novembro   | Shea Charles          | futebolista                | Inglaterra             |             |     |
| 20 de Novembro  | Mihail Latisev        | judoca                     | Moldávia               |             |     |
| 9 de Dezembro   | Harry Hepworth        | ginasta                    | Reino Unido            |             |     |

## Mortes
| Data            | Nome             | Profissão                        | Nacionalidade | Observações | Ref    |
| --------------- | ---------------- | -------------------------------- | ------------- | ----------- | ------ |
| 15 de janeiro   | Vivi-Anne Hultén | patinadora artística             | Suécia        | n. 1911     |        |
| 24 de janeiro   | Gianni Agnelli   | empresário e principal acionista | Itália        | n. 1921     |        |
| 28 de janeiro   | Emília Rotter    | patinadora artística             | Hungria       | n. 1906     |        |
| 28 de fevereiro | Chris Brasher    | atleta                           | Reino Unido   | n. 1928     |        |
| 26 de março     | Violet Cliff     | patinadora artística             | Reino Unido   | n. 1916     |        |
| 20 de abril     | Daijiro Kato     | motociclista                     | Japão         | n. 1976     |        |
| 26 de maio      | Melitta Brunner  | patinadora artística             | Áustria       | n. 1907     |        |
| 26 de junho     | Marc-Vivien Foé  | futebolista                      | Camarões      | n. 1975     | [ 16 ] |
| 1 de agosto     | Guy Thys         | futebolista e treinador          | Bélgica       | n. 1922     |        |
| 5 de dezembro   | Felix Kaspar     | patinador artístico              | Áustria       | n. 1915     |        |